# François de Bourbon, duc de Montpensier

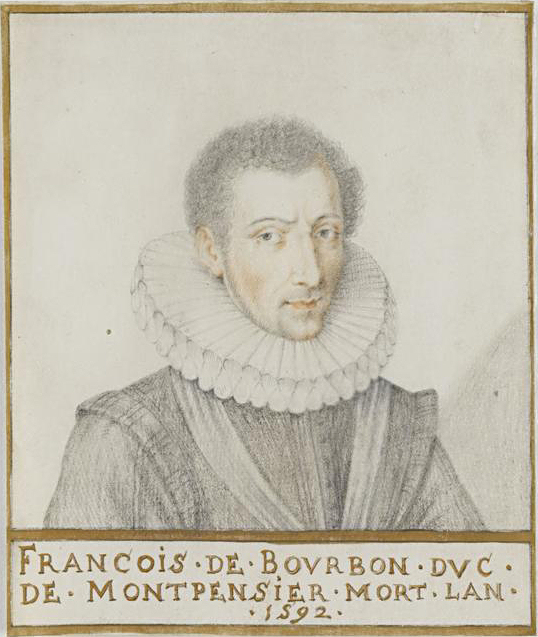
Porträt François’ de Bourbon von Thierry Bellange, 17. Jahrhundert

François de Bourbon (* 1542; † 2. oder 4. Juni 1592 in Lisieux) war Dauphin der Auvergne, Herzog von Montpensier, souveräner Fürst von Dombes und Herr von Châtellerault sowie Pair von Frankreich. Er war der Sohn von Louis III. de Bourbon, duc de Montpensier, und Jacqueline de Longwy. Den Titel eines Dauphins der Auvergne trug er bereits zu Lebzeiten seines Vaters. Herzog von Montpensier wurde er 1582.
Nach Einnahme von Saint-Jean-d’Angély 1569 wurde er mit dem Kampf gegen die Hugenotten in der Saintonge beauftragt, scheiterte damit aber. 1574 wurde er zum Generalgouverneur des Languedoc und der Dauphiné ernannt.
Obwohl er ein eifriger Katholik war, trat er der Heiligen Liga von 1576 nicht bei und blieb loyal zu König Heinrich III. Nach dessen Tod verbündete er sich mit Heinrich IV. und kämpfte an dessen Seite in der Schlacht von Arques. Er wurde zum Gouverneur der Normandie ernannt, als der er für den König die Belagerung von Rouen von 1591 durchführte. Er starb wenig später.
1566 hatte er Renée d’Anjou (* 1550; † 1590), Marquise de Mézières, geheiratet, die Tochter von Nicolas d’Anjou aus der illegitimen Linie des Hauses Valois-Anjou. Das Paar hatte einen Sohn, Henri de Bourbon, der 1592 den Herzogstitel von seinem Vater erbte.